# Ralph Wallner
Ralph Wallner (* 1968 in München) ist deutscher Theaterautor und Theaterregisseur. 

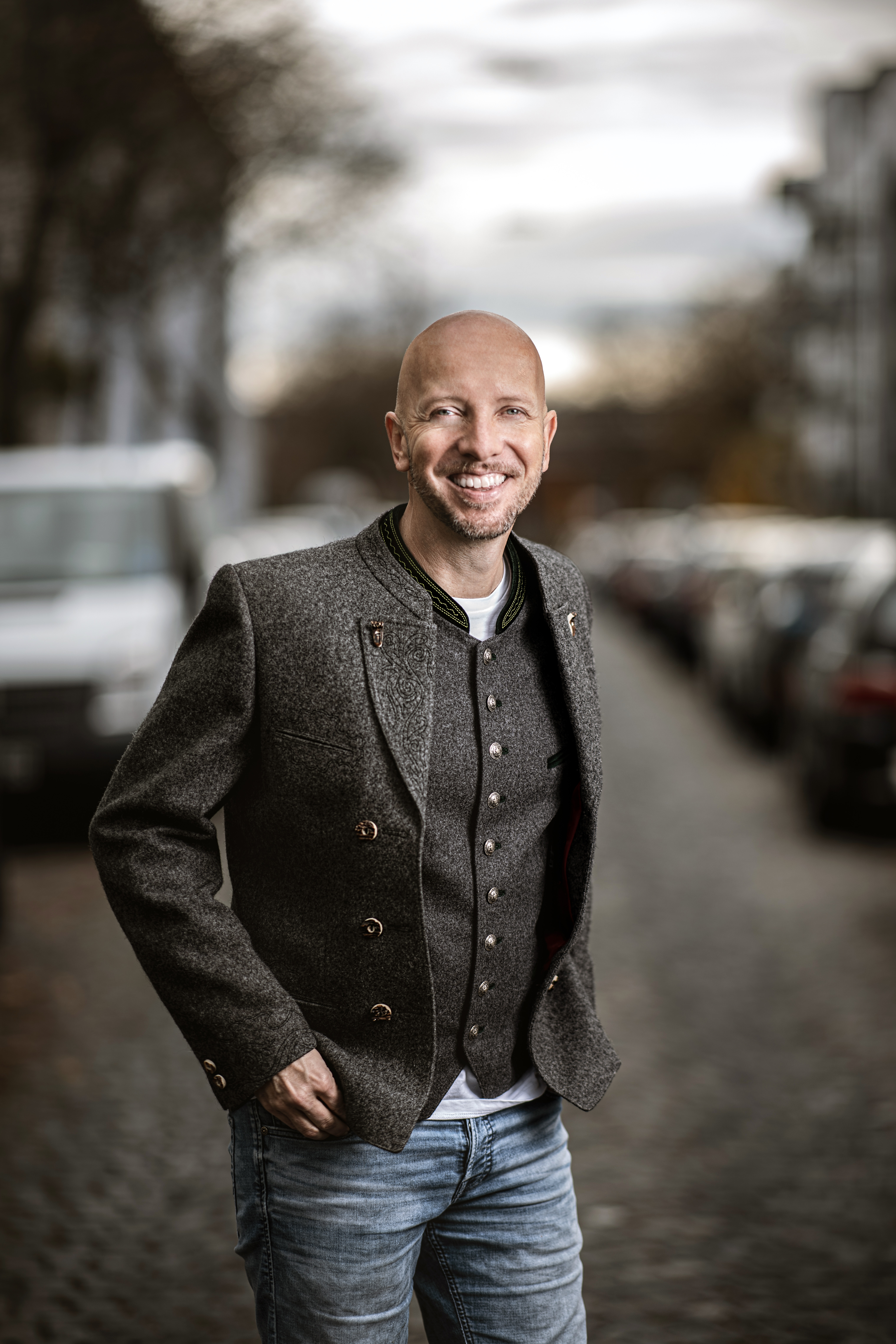
Ralph_Wallner_Pressefoto_(c)ralphwallner

## Leben
Ralph Wallner schreibt vorwiegend Theaterstücke in bayerischer Mundart und ist darüber hinaus als Schauspieler, Sänger und Spielleiter in der deutschsprachigen Theater- und Musicalszene tätig.
Sein Stück „Verhexte Hex“ wurde 2009 vom Bayerischen Rundfunk für den Komödienstadel aufgezeichnet. 2016 folgte eine Fernsehaufzeichnung des Stückes „Der Kartlbauer“ vom Chiemgauer Volkstheater mit dem BR. 2017 zeichnete der BR mit dem Chiemgauer Volkstheater das Stück „Gspenstermacher“ auf.
2019 inszenierte Wallner erstmals selbst eines seiner Stücke, den „Deifi Sparifankerl“, für den Komödienstadel. Er war hierbei auch für die künstlerische Produktion in Zusammenarbeit mit dem BR zuständig. Zwei Jahre später im Herbst 2021 zeichnete er erneut als Autor, Theaterregisseur und künstlerischer Produzent für die Umsetzung seines Stückes „Bodschamperlspuk“ für den BR Komödienstadel verantwortlich.
Zusammen mit Claus Hant hat er 2012 unter dem Titel „Der König von Tölz – Neues vom Bullen Benno“ ein Theaterstück mit den Originalcharakteren aus „Der Bulle von Tölz“ geschrieben.
2014 erschien neben den Komödien seine erste Tragödie „Nebelreißn“. 2018 gewann das Stück beim Dramenwettbewerb im Rahmen der Niederbayerischen Volkstheatertage am Landestheater Niederbayern den ersten Platz.
2020 wurde Wallners eigene Inszenierung und Interpretation von Nebelreißn mit dem Tiroler Volksbühnenpreis des Landes Tirol ausgezeichnet.
Ralph Wallner ist Absolvent der Celler Schule, ein Förderseminar der GEMA-Stiftung für Liedtextdichter, das jährlich zehn Stipendiaten auswählt.

## Werke
- Boandlgeheimnis, Wilhelm Köhler Verlag, 2025[9]
- Hulahupp und Himbeerguatl, Wilhelm Köhler Verlag, 2024[9]
- BanditnBagasch, Wilhelm Köhler Verlag, 2023[9]
- GleisGeisterei, Wilhelm Köhler Verlag, 2021[9]
- Mucks Mäuserl Mord, Wilhelm Köhler Verlag, 2019[9]
- Bodschamperlspuk, Wilhelm Köhler Verlag, 2018[9]
- QuadratRatschnSchlamassl, Wilhelm Köhler Verlag, 2017[9]
- Deifi Sparifankerl, Wilhelm Köhler Verlag, 2016[9]
- RegnWurmOrakl, Wilhelm Köhler Verlag, 2015[9]
- Fuaßball-Kini, Wilhelm Köhler Verlag, 2014[9]
- Nebelreißn, Wilhelm Köhler Verlag, 2014[9]
- Malefiz Donnerblitz, Wilhelm Köhler Verlag, 2013[9]
- Breznknödl-Deschawü, Wilhelm Köhler Verlag, 2012[9]
- mit Claus Hant: Der König von Tölz – Neues vom Bullen Benno, Drei Masken Verlag, 2012[10]
- Gspenstermacher, Wilhelm Köhler Verlag, 2011[9]
- Schupfahupfa, Wilhelm Köhler Verlag, 2010[9]
- Der Vampir von Zwicklbach, Wilhelm Köhler Verlag, 2009[9]
- Schmugglerbazi, Wilhelm Köhler Verlag, 2008[9]
- Verhexte Hex, Wilhelm Köhler Verlag, 2007[9]
- Der Kartlbauer, Wilhelm Köhler Verlag, 2006[9]